# Степногорский научно-технический институт микробиологии
Степногорский научно-технический институт микробиологии, также Степногорская научная опытно-промышленная база — советский завод по производству биологического оружия, входивший в НПО Биопрепарат. Прекратил функционирование в 1991 году.

## История
Эпидемия сибирской язвы в Свердловске в апреле 1979 года доказала непригодность Свердловска-19, находящегося в самом центре крупного города, к масштабному развёртыванию производства боевых рецептур. Поэтому в 1982 году в 10 километрах от города Степногорск был построен завод по промышленному производству сибиреязвенной культуры мощностью приблизительно 400 т. в год. Подземные бункеры позволяли хранить 550 т. сибиреязвенной культуры, имелись приспособления для снаряжения боеголовок. На предприятии в 1990 году работало приблизительно 500 человек. В 1989 году под руководством К. Б. Алибекова в Степногорске были проведены испытания «варианта У» вируса Марбург. Это обозначение штамм получил от фамилии Николая Устинова, погибшего в результате случайного заражения; в результате пассажа in vivo в организм Устинова вирус значительно повысил свою вирулентность. По результатам испытаний «вариант У» был принят на вооружение.
После распада СССР большинство квалифицированных кадров уехало в Россию. На основе комбината возник гражданский «Институт фармацевтической биотехнологии» под руководством Владимира Бугреева, в котором по состоянию на 2001 год работало около 100 человек.
В 1995 году президент Казахстана Нурсултан Назарбаев дал личное согласие на посещение завода группой экспертов Министерства обороны США по руководством Энди Вебера. После этого правительство США предложило Казахстану оборудование и материальную помощь в конверсии завода. На эти цели к 2002 году было потрачено более 2 млн долларов, однако фармацевтическое производство на базе Степногорского комбината так и не заработало, так как поставленное оборудование оказалось устаревшим или вовсе непригодным для использования. По мнению некоторых, главной задачей американской стороны было уничтожение оборудования завода, а не его конверсия.